# Піскун Святослав Михайлович
Святосла́в Миха́йлович Піску́н  (нар. 8 березня 1959, Бердичів, Житомирська область, Українська РСР) — український політичний діяч, тричі Генеральний прокурор України, народний депутат від Партії Регіонів 5-ти та 6-ти скликань. Генерал-лейтенант податкової міліції, Державний радник юстиції 1 класу, Голова Союзу юристів України, віцепрезидент Міжнародного фонду юристів України, член Вищої ради юстиції України.

## Життєпис
Народився 8 березня 1959 року в Бердичеві на Житомирщині.
У 1983 році закінчив Львівський університет ім. Франка, юридичний факультет.
З 1984 по 1988 рік був старшим слідчим прокуратури Ірпеня Київської області.
З 1990 по 1997 рік був прокурором відділу прокуратури Київської області, прокурор-криміналіст Прокуратури Київської області, заступник прокурора Києво-Святошинського району, заступник прокурора м. Ірпеня, начальник слідчої частини відділу по боротьбі з організованою злочинністю прокуратури Київської області у м. Київ.
З 1997 року був начальником Слідчого управління податкової міліції, заступник начальника податкової міліції України, з травня по липень 2002 року був заступником голови — начальником Слідчого управління податкової міліції податкової адміністрації України.
З 6 липня 2002 по 29 жовтня 2003 був Генеральний прокурор України.
З лютого по грудень 2004 року був заступником секретаря РНБО.
З 10 грудня 2004 по 14 жовтня 2005 року був Генеральним прокурором України.
З березня 2006 року був народним депутатом України 5-го скликання, заступник голови Комітету Верховної Ради України з питань законодавчого забезпечення правоохоронної діяльності.
26 квітня 2007 р. відновлений на посаді Генерального прокурора. 24 травня 2007 року указом 469/2007 звільнений з посади Генерального прокурора президентом Віктором Ющенком.
З 2007 по 2012 рік був народним депутатом України VI скликання, був обраний за списками від Партії регіонів. Член Комітету Верховної Ради України з питань законодавчого забезпечення правоохоронної діяльності.
24 квітня 2009 року Окружний адміністративний суд Києва скасував указ президента Віктора Ющенка від 24 травня 2007 року, який визнавав таким, що втратив силу президентський Указ про поновлення Святослава Піскуна на посаді генерального прокурора. В той же час суд відмовився брати до розгляду позов Піскуна про відновлення на посаді Генерального прокурора.
У 2012  році голосував за скандальний Закон України «Про засади державної мовної політики» — неофіційно відомий як «Закон Ківалова-Колесніченка», який пізніше Конституційний Суд визнав неконституційним і таким, що втратив чинність.
З 27 травня був головою Союзу юристів України, до обрання був заступником голови Союзу.
30 липня 2020 був призначений радником Генпрокурора України Ірини Венедіктової, 25 серпня звільнений з посади.

## Політика
2006 - 2007 роки – народний депутат України 5-го скликання за списками партії Регіонів.
2007 рік – на посаді Генерального прокурора України.
З 2007 року – обраний народним депутатом України 6-го скликання за списками партії Регіонів.
3 жовтня 2014 року Вищий адміністративний суд України зобов'язав ЦВК України зареєструвати Піскуна кандидатом у народні депутати на парламентських виборах від партії «Сильна Україна», до парламенту не пройшов.

## Нагороди
- Дійсний член Всесвітньої асоціації юристів.
- Заслужений юрист України[11].
- Орден Дмитрія Солунського IV ступеня,
- Орден «Різдва Христового» II ст.

## Родина та особисте життя
Дружина — Світлана Севастьянівна (1962 р. н., Маневичі Волинської області) — юристка, підприємиця.
Батько — Піскун Михайло Семенович, мати — Тетяна Леонідівна (до шлюбу Святець).
Діти:
Донька Тетяна (у шлюбі — Іващенко) (1983 р.н.).
Син Святослав (2000 р.н.).